# Quang Binh
Quang Binh er et provins i regionen Bac Trung Bo i det centrale Vietnam.
Hovedbyen er Dong Hoi, og provinsen har 913.860(2022) indbyggere.
Provinsen har seks distrikter: Le Thuy, Bo Trach, Quang Trach, Quang Ninh, Minh Hoa, Tuyen Hoa
Der er fem arrondissementer og 154 kommuner i Quang Binh.
I Quang Binh provinsen ligger nationalparken Phong Nha-Ke Bang med en lang række grotter og huler, deriblandt grotten Son Doong, der anses som en af verdens største grotter. 